# Huchtinger Heerstraße
Die Huchtinger Heerstraße ist eine historische Straße in Bremen im Stadtteil Huchting. Sie führt überwiegend in Ost-West-Richtung von der Kirchhuchtinger Landstraße/Oldenburger Straße (Bundesstraße 75) zur Bremer Heerstraße nach Delmenhorst.
Sie gliedert sich in die Teilbereiche:
- Kirchhuchtinger Landstraße bis zur Alten Heerstraße/Zum Huchtinger Bahnhof; früher der Abzweig vom alten Postweg nach Kirchhuchting
- Alte Heerstraße bis Brokhuchtinger Landstraße; früher Teil des alten Postweges von Bremen über Wahrthurm nach Mittelshuchting
- Brokhuchtinger Landstraße bis zur Landesgrenze/Bremer Heerstraße.

Sie bildet mit der Heinrich-Plett-Allee und der Kirchhuchtinger Landstraße eine Ringstraße.
Die Querstraßen wurden u. a. benannt als Carl-Hurzig-Straße nach dem Gemeindevorsteher von 1918 bis 1933 in Huchting Carl Hurtzig (SPD), Zum Huchtinger Bahnhof nach dem Bahnhof an der Bahnstrecke Bremen–Oldenburg, Alte Heerstraße nach dem früheren Verlauf der Huchtinger Heerstraße bzw. des Postweges, Harrier Sand nach einer Flussinsel in der Unterweser, Bauernlandstraße nach einem Flurnamen, Ortkampsweg nach einer Flur, Brokhuchtinger Landstraße nach der alten Siedlung Huchtigebroch (1062) bzw. Brokhuchtungen (1290) und Brockhuchtinghe (1366), Bokellandsweg nach einer Flur; ansonsten siehe beim Link zu den Straßen.

## Geschichte

### Name
Die Straße erhielt den Namen nach dem Dorf.
Huchting (früher Huhtinge (1171), Huchtinge (1189) zu Huchtyghe (1259) und Huchthingehe (1362)) soll sich vermutlich auf einen hochgelegenen Thingplatz (Gerichtsplatz auf dem „Hohen Thing“) beziehen. Der Name Hucht-ing (-ing, -inghen, häufige althochdeutsche Endung für Heim, Heimstatt) könnte auch auf eine hochgelegene Siedlung der Chauken hindeuten, die hier ab 300–200 v. Chr. auf der im Vergleich mit der kilometerbreiten Flussmarsch zwischen Weser und Ochtum höhergelegenen und damit weitgehend hochwasserfreien Vorgeest siedelten.

Da die Straße in der Bremer Franzosenzeit für militärische Zwecke befestigt wurde, erhielt sie später auch den Namenszusatz Heerstraße (s. Bremer Straßen).

### Entwicklung
1063 erfolgte die erste urkundliche Erwähnung Brokhuchtings als Huchtinghebroch. Ab dem 12. Jahrhundert ist auf dem Gebiet Huchtings eine verstärkte Besiedelung zu verzeichnen und 1171 wurde Huhtinge erstmals erwähnt. Huchting als Bremer Landgemeinde gliederte sich in Kirchhuchting (Kerchhoytiggen, 1288), Mittelshuchting (Myddelshuchtinghe, 1384) und Brokhuchting, die räumlich noch bis zum 19. Jahrhundert deutlich getrennt waren.
Der alte Postweg von Bremen nach Oldenburg verlief noch bis zum 19. Jahrhundert von Wahrthurm über den ersten Teil vom Wardamm, dann aber via Alte Heerstraße zur heutigen Huchtinger Heerstraße bis zur Brokhuchtinger Landstraße. Ab hier führte der Postweg ein kurzes Stück nach Süden (heute: Bokellandsweg) um dann wieder in Ost-West-Richtung (heute in etwa Luxemburger Straße, früher Alte Reichsstraße) die Landesgrenze/Bremer Heerstraße zu erreichen.
1867, mit dem Bau der parallel zur Huchtinger Heerstraße liegenden Bahnstrecke Bremen–Oldenburg und dem Huchtinger Bahnhof mussten Straßenverläufe angepasst werden. Der Straßenzug Warturmer Heerstraße / Wardamm führt nun zum Huchtinger Bahnhof und die Alte Heerstraße wurde für den Fernverkehr stillgelegt. Von der Brokhuchtinger Landstraße führte nun der Fernverkehr direkt auf der heutigen Straße zur Landesgrenze/Bremer Heerstraße.
Seit 1908 kreuzt die Bremen-Thedinghauser Kleinbahn die Huchtinger Heerstraße. In den 1920er Jahren entstand u. a. die Siedlung am Bokellandsweg und an der Alten Heerstraße. 1935 wurde die Huchtinger Heerstraße ausgebaut. Nach dem Zweiten Weltkrieg wurde 1945 die Landgemeinde Huchting zunächst ein Ortsteil, bald darauf ein Stadtteil von Bremen.
1954 wurde die Lage nochmals verändert. Das letzte kurze Stück in Richtung Osten wurde in die Alte Heerstraße einbezogen. Dafür erhielt der nördliche Teil der Kirchhuchtinger Heerstraße, über den damals die Bundesstraße 75 führte, auch den Namen Huchtinger Heerstraße. Gleichzeitig wurde der südliche und längere Teil der Kirchhuchtinger Heerstraße in Kirchhuchtinger Landstraße umbenannt.
Seit 1962 wird die B75 über die damals neu erbaute Oldenburger Straße geführt, seitdem ist die Huchtinger Heerstraße keine Fernverkehrsstraße mehr.
Ab 1954 bis in die 1970er Jahre entstanden sozial geförderte Wohnungen an der Huchtinger Heerstraße. Das nahe gelegene evangelische Dietrich-Bonhoeffer-Gemeindezentrum Huchting entstand 1971.

### Verkehr
Im Nahverkehr in Bremen verkehren auf der Huchtinger Heerstraße die Buslinien 57 und 58 in gegensätzlicher Richtung in einem Ringverkehr, der am Roland-Center beginnt und endet.

Ab 2022 wird die Straßenbahnlinie 1 (Bf Mahndorf – Mittelshuchting) der Straßenbahn Bremen als Verlängerung ab dem Roland-Center gebaut, mit der Wendeschleife Heinrich-Plett-Allee.
In das Umland fährt die Buslinie 201 (Roland-Center – Mittelshuchting – Heidkrug – Delmenhorst).

## Gebäude und Anlagen
An der Straße befinden sich ein- bis dreigeschossige Gebäude.
Erwähnenswerte Gebäude und Anlagen
- Nr. 6: 1-gesch. Wohnhaus von um 1900; ab um 1930 bis 1945 Sitz der NSDAP-Ortsgruppe-Huchting
- Nr. 8: 2-gesch. Landhaus von 1903, ab 1928 Sitz der Spar- und Darlehnsbank und ab 1929 bis 1970er Jahre Sitz der Gemeinde- bzw. Orstamtsverwaltung; danach 2-gesch. Wohnungsneubau
- Nr. 26: 2-gesch. Geschäftshaus mit Apotheke
- Nr. 57: 1-gesch. Geschäftshaus
- Nr. 86: 1-gesch. Haus der Frühstücksmäuse (geschlossen)
- Brücke über die Bahnstrecke der Bremen-Thedinghauser Eisenbahn (BTE)
- Zum Huchtinger Bahnhof/Bauernland/Ortkampsweg: Gewerbegebiet Huchting
- Ortkampsweg bis Nr. 121: 1-gesch. Wohnhäuser
- Nr. 116A: 2-gesch. Wohnhaus (Villa des Prokuristen Emil Mayer) von 1908 mit Krüppelwalmdach
- Nr. 118: 1-gesch. Wohnhaus von um 1910 (im Oktober 2021 abgerissen)
- Nr. 122: 1-gesch. Wohnhaus des Architekten Jatho von 1907
- Nr. 123/125: 1-gesch. Gaststätte (Altes) Feldschlösschen von 1903 mit Ballsaal und Sommergarten; daneben entstand 1925 das bestehende neue Feldschlösschen. Im Gebäude Altes Feldschlößchen wohnte nach Umbauten seit 1929 die Familie Harder und bewirtschaftete einen Laden mit der Poststelle. Die Mutter Hanna Harder (1868–1936) war Schriftstellerin, Politikerin (SPD), Mitglieder der Bremischen Bürgerschaft, Mitgründerin der Arbeiterwohlfahrt (AWO) in Bremen und eine bedeutende Frau in der Bremer Frauenbewegung.
- Bokellandsweg bis Heinrich-Plett-Allee und bis um Nr. 138: 3-gesch. Wohnanlagen der 1970er Jahre
- Nr. 147: 2-gesch. überformtes Wohnhaus; 1935 Dienstsitz und Wohnung des Landjägers Hinrich Brüggemann
- Nr. 190: 2-gesch. Gebäude von 1897; heute Gaststätte
- Nr. 194: ehemals Hotel zum Landgrafen
- Brücke über die Varreler Bäke, ein Nebenfluss der Ochtum; früher bis um 1890 oldenburgische Zollschranke des Großherzogtums Oldenburg und Unterstand für die Zollwaage. Erst 1888 schloss sich Bremen dem Deutschen Zollverein an.
- Alte Heerstraße Nr. 12: 3-geschossige denkmalgeschützte Meybohmsche Mühle von 1909[4]